# Alexia Barlier
Pour les articles homonymes, voir Barlier.
 (novembre 2023).
Si vous disposez d'ouvrages ou d'articles de référence ou si vous connaissez des sites web de qualité traitant du thème abordé ici, merci de compléter l'article en donnant les références utiles à sa vérifiabilité et en les liant à la section « Notes et références ».
Alexia Barlier, née le 21 décembre 1982 à Neuilly-sur-Seine, est une actrice française, bilingue en anglais, par sa mère néo-zélandaise.

## Biographie
Alexia Barlier découvre le théâtre à 14 ans avec La Nuit des rois de William Shakespeare. Elle suit ensuite pendant trois ans les cours préparatoires des Cours Simon en même temps que le lycée. Ce sont ensuite les Cours Viriot puis le Laboratoire de l’Acteur dirigé par Hélène Zidi-Chéruy. Elle obtient en parallèle une maîtrise de communication et théorie des médias à la Sorbonne-Nouvelle en 2005.
Entièrement bilingue et de double nationalité française et néo-zélandaise par sa mère, une ancienne danseuse classique reconvertie en prof de yoga tibétain. Son père, directeur de galeries d’art, et son grand-père artiste-peintre, l’emmènent d’expo en expo depuis son plus jeune âge.
Talent Adami à Cannes en 2007, Alexia est révélée par son rôle dans les deux courts-métrages des frères Larrieu.
En 2010, Alexia est l'héroïne de la série d'action Kali. Elle y apparaît transformée en femme “transhumanisée”, capable de sauter d’un toit à un autre, spécialiste des sports de combat et des armes à feu. Kali la machine à tuer, sorte de super-soldat surentraîné et froid, et Kali jeune anglaise traumatisée, cobaye d’une expérience horrible à qui on a effacé la mémoire et qu’on semble chercher à éliminer. Elle tient également le premier rôle féminin face à Philippe Torreton dans Tempêtes, un film sur les sauveteurs en mer de Saint-Malo. La même année, elle devient la coéquipière de Stéphane Freiss dans la série La Loi selon Bartoli. Alexia y incarne une jeune mère célibataire, passionnée de chant, particulièrement rebelle et dotée d’un solide sens de la répartie.
À partir de 2012, elle joue Eva Blum, la brigadière qui aide Sagamore Stévenin dans ses enquêtes criminelles dans la série policière Falco.
En 2014, elle tient le rôle de l'avocate Solange Doumic dans le film L'Affaire SK1 de Frédéric Tellier, qu'elle interprète face à Nathalie Baye et Raphaël Personnaz. Elle joue aussi dans le film de Tonie Marshall, Tu veux ou tu veux pas, où elle incarne Daphné, l'ex-copine de Patrick Bruel qui attise la jalousie de Sophie Marceau.

## Filmographie

### Cinéma

#### Longs métrages
- 2002 : Vingt-quatre Heures de la vie d'une femme de Laurent Bouhnik : Kate
- 2004 : Vipère au poing de Philippe de Broca : Kitty
- 2006 : Les Ambitieux de Catherine Corsini : Barbara
- 2007 : Dialogue avec mon jardinier de Jean Becker : Magda
- 2008 : Fast Track : Sans Limites (en) de Axel Sand (de) : Nicole Devereaux
- 2013 : ADN, l'âme de la terre de Thierry Obadia : Keyra
- 2013 : Amitiés sincères de Stéphan Archinard et François Prévôt-Leygonie : Isabelle
- 2014 : Tu veux ou tu veux pas de Tonie Marshall : Daphné
- 2014 : L'Affaire SK1 de Frédéric Tellier : Me Solange Doumic
- 2014 : Ce week-end-là… (What We Did on Our Holiday) d'Andy Hamilton et Guy Jenkin : Françoise Dupré
- 2016 : Tout schuss de Stéphan Archinard et François Prévôt-Leygonie : Elsa
- 2016 : 13 Hours (13 Hours: The Secret Soldiers of Benghazi) de Michael Bay : Sona Jilliani
- 2020 : Chick Fight de Paul Leyden : Chloe

#### Courts métrages
- 2014 : Missing Thomas de Faye Landborn produit par l'Université de Westminster : Solène
- 2011 : Carlyle's Hands de Emily Wardill pour la série Random Acts pour Channel 4 UK
- 2011 : L'Homme d'Ailleurs de Cédric Petitcollin

### Télévision
- 2005 : Alice Nevers, le juge est une femme de Christian Bonnet : Armelle Richard (épisode La petite marchande de fleurs)
- 2006 : RIS police scientifique de Laurence Katrian : caissière PMU (épisode Un homme à la dérive, 2e partie)
- 2007 : RIS police scientifique de Klaus Biedermann : Caroline, joueuse de tennis (épisode Fanatique)
- 2007 : Alice Nevers, le juge est une femme de René Manzor : Karine épisode Liquidation totale)
- 2008 : Sœur Thérèse.com de Pascal Heylbroeck : Alice Kenza (saison 7, épisode 1 : Meurtre au grand bain)
- 2009 : Kali de Richard Johnson : Kitty
- 2010-2014 : La Loi selon Bartoli d'Hervé Korian : Nadia Martinez
- 2010 : Tempêtes de Dominique Baron, Marc Rivière et Michel Sibra : Josiane
- 2012 : Fais pas ci, fais pas ça de Laurent Dussaux : prof de sport (épisode Le Joker connerie)
- 2013-2016 : Falco de Clothilde Jamin : Eva Blum, policière
- 2015 : Nina d'Alain Robillard et Thalia Rebinsky : Dr Hélène Maurier (saison 1)
- 2015 : Ainsi soient-ils de David Elkaïm, Bruno Nahon, Vincent Poymiro et Rodolphe Tissot : copine Emmanuel (saison 3)
- 2016 : Les Petits Meurtres d'Agatha Christie d'Éric Woreth : Diane Clément-Roussel (saison 2, épisode 15 : La mystérieuse affaire de Styles)
- 2017 : Imposture de Julien Despaux : Lili
- 2017 : La Forêt de Delinda Jacobs : Ève Mendel
- 2018 : Noces rouges de Marwen Abdallah : Alice Pavane
- 2018 : L'Art du crime de Chris Briant : Marie Seghers (saison 2, épisodes 1 et 2 : Une ombre au tableau)
- 2018 : Plan cœur de Noémie Saglio et Julien Teisseire : Gaïa
- 2019 : La Dernière Vague de Raphaëlle Roudaut et Alexis Le Sec : Juliette Dubrovsky
- 2021-2023 : Sophie Cross de Frank Van Mechelen : Sophie Cross
- 2022 : Petit Ange de de Christian Bonnet : Clara Malherbe
- 2022 : Toutouyoutou de Géraldine de Margerie et Maxime Donzel : Jane, la coach d'aérobic
- 2022 : La Dernière Reine de Tahiti d'Adeline Darraux : Miss Madison
- 2024 : Meurtres à Chartres de Sandrine Cohen : Victoire Templard (collection Meurtres à...)
- 2024 : Flair de Famille de Didier Bivel : Nora Legrand (épisode 3 : Guet-apens)
- 2025 : Ici tout commence : Doria Fauvel

## Théâtre
- 2006-2007 : La Danse de l'albatros, mise en scène Patrice Kerbrat, théâtre Montparnasse, avec Pierre Arditi : Judith